# Principat
Principat je opće prihvaćeni naziv za državno uređenje koje je uspostavio prvi rimski car Oktavijan August, koji je vladao od 27. pr. Kr. pa do svoje smrti.
Principat je okvirno trajao od početka Augustove vladavine pa do stupanja na prijestolje cara Dioklecijana 284. godine, premda je veliki dio 3. stoljeća zapravo bio obilježen stalnim smjenjivanjem careva na prijestolju koje su odreda samovoljno proglašavali vojnici širom Carstva, pa se to doba ponekad naziva i "doba vojničkih careva" (ali i "kriza 3. stoljeća"). Ipak, principat formalno nestaje tek s Dioklecijanom, koji zavodi novo državno i društveno uređenje u Carstvu (poznato kao dominat), koje će dalje učvršćivati njegov kasniji nasljednik Konstantin Veliki.

## Uspostavljanje principata
Nakon dugog perioda građanskih ratova cjelokupno je italsko društvo težilo miru, pa je pax Romana bila parola koja je ujedinila različite slojeve društva. Najaktivniji Oktavijanovi protivnici izginuli su u ratovima, a oni preživjeli bili su politički oslabljeni i demoralizirani. Nemiri i ratovi doprinijeli su popularizaciji ideje o prošlim sretnim vremenima i o jednostavnom životu pobožnih predaka. U skladu s takvim tendencijama ponaša se i Oktavijan, pa je jedna od njegovih prvih mjera po povratku u Rim (29. pr. Kr.) bila restauracija hramova.
Oktavijan se u Rim vratio kao jedina osoba koja je u cijelom Carstvu posjedovala vojnu moć, koja je mogla nametnuti sređivanje političkih prilika u državi. Međutim, sama ta vojna moć bila je nespojiva s uređenim političkim procesima koje je Oktavijan želio da podstakne, a njemu samom, kako izgleda, iskreno je bila odbojna uloga vojnog despota. Od preuzimanja te uloge odbijali su ga i sudbina Julija Cezara, i snažna želja da zadobije politički legitimitet i ugled, ali i njegovo vlastito poštovanje običaja predaka. On je, prema vlastitim riječima, želio da bude "tvorac najbolje moguće civilne vlade". Njegov se problem sastojao u tome kako da regulira vlastitii položaj, kako da ga učini opće prihvatljivim, a da istovremeno ne otvori prostor za nasilno bezakonje. Njegova pragmatična rješenja ne samo da su osigurala stabilnost i kontinuitet, nego su također poštovala republikanske forme i tradicije koliko god je to bilo moguće.
Širom države strah je kod građana splasnuo kada je Oktavijan naredio masovnu demobilizaciju vojnika, a njihove su nade dodatno porasle kada su organizirani redovni izbori za konzule. Oktavijan je 29―28. pr. Kr., zajedno sa svojim moćnim zamjenikom Markom Vipsanijem Agripom, sproveo cenzus rimskih građana, prvi od 70. godine pr. Kr., što je uključivalo i upisivanje građana u centurijatske komicije. Usljedili su izbori i Oktavijan je, naravno, bio izabran za konzula. Tom prilikom Oktavijan je reformirao sastav senata, u koji su Cezar i trijumviri dovodili svoje pristalice, uglavnom iz redova vitezova i centuriona, pa se broj senatora bio popeo na tisuću. Oktavijan je isključio iz senata one koji po svom porijeklu nisu mogli pripadati senatorskom staležu, podvlačeći tako svoju brigu o dostojanstvu senatorskog zvanja. Naravno, to mu je istovremeno pružilo i mogućnost da iz senata isključi Antonijeve pristalice. U novom spisku senata Oktavijanovo je ime stavljeno na početak, pa odatle njegova titula princeps senatus, dakle - prvak Senata, ili prvi među jednakima. U doba republike princepsi senata nisu imali nikakvih posebnih ovlaštenja, osim što su u senatu prvi glasali i ponekad, zbog svoga ugleda, imali značajan utjecaj na vanjsku i unutrašnju politiku (npr. Kvint Fabije Maksim, Scipion Stariji i dr.). Međutim, Oktavijanova titula princepsa ne označava više samo prvog u senatu, nego i prvog u državi, pa odatle i cijelom poretku naziv ― principat.
Dana 17. siječnja 27. pr. Kr., Oktavijan je ponudio da se odrekne svojih ovlaštenja. Rimski je senat formalno odbio njegov prijedlog, te mu umjesto toga povjerio upravu nad Hispanijom, Galijom i Sirijom (ne računajući Egipat, koji se ionako smatrao Oktavijanovom osobnom imovinom) na upravu tijekom narednih deset godina, pri čemu je sam senat trebao upravljati ostatkom države. Tri dana kasnije, pored ostalih počasti, senat mu je dodijelio počasni naziv "August", (Augustus = Uzvišeni), po kojem će otada ostati poznat u povijesti.
Budući da se većina vojske nalazila u provincijama dodijeljenim Augustu, ovlaštenja iz 27. pr. Kr. nisu značajnije utjecala na njegovu vojnu moć. Štoviše, dok god je bio konzul (bio je ponovo biran za konzula svake godine sve do 23. pr. Kr.), on je također bio najviši civilni magistrat. Drugim riječima, još uvijek je bio svemoćan, čak iako je, po vlastitim riječima, "stavio državu na raspolaganje senatu i rimskom narodu" (rem publicam ex mea potestate in senatus populique Romani arbitrium transtuli, Res gestae). Augustu je posebno bilo stalo da se približi senatorskom staležu, jer je uviđao da bez njihove suradnje civilna uprava nije bila moguća. Međutim, njegova monopolizacija konzulskog položaja iritirala je dio senata, pa je bilo nužno drugačije rješenje. Stoga je 23. pr. Kr. August unio promjene: povukao se s mjesta konzula i nikada ga više nije zauzimao (osim privremeno 5. pr. Kr. i ponovo 2. pr. Kr., u sasvim određene i ograničene svrhe). Umjesto toga dobio je tribunska ovlaštenja (tribunicia potestas). On nije mogao postati narodni tribun zato što ga je Julije Cezar usvojio u patricijsku obitelj, ali je zato od senata dobio sva prava i privilegije narodnog tribuna, što su komicije zatim potvrdile. On je već od 36. pr. Kr. uživao neka tribunska ovlaštenja, ali ih je sada dobio sva, pa i neka dodatna, kao što je pravo da saziva senat kada god želi i da ima prioritet u iznošenju predmeta na senatskim sjednicama. Preko svojih tribunskih ovlaštenja on je također mogao sazivati narodne skupštine i učestvovati u njihovom radu.
Aranžman iz 23. pr. Kr. imao je još jednu pogodnost. Moć narodnog tribuna bila je tradicionalno povezana sa zaštitom građana, pa je bilo malo vjerojatno da će Augustovo stjecanje tih ovlaštenja izazvati protivljenja. I zaista, August je otada stalno isticao da, ako je njegov položaj u državi izuzetan (što je svakako i bio), to je upravo zbog njegovih tribunskih ovlaštenja. Iako su mu ta ovlaštenja bila dodjeljivana na godinu dana, ona su redovno obnavljana i najzad su proglašena doživotnim. Tako su ona bila istovremeno i godišnja i vječna, i predstavljala su pogodno sredstvo za brojenje godina njegove vlasti. Njegova se era (a to važi i za kasnije careve) službeno računala od godine kad je stekao tribunska ovlaštenja.
Godina 23. pr. Kr. istovremeno je ustanovila pravni osnov za Augustovu upravu nad područjem koje mu je povjereno (provincia). Senat mu je dodijelio konzulsku vlast (imperium proconsulare) koja je bila vremenski ograničena, ali se automatski obnavljala svaki put kada bi istekla (obično svakih deset godina). Štoviše, ova prokonzulska vlast važila je i u Italiji, pa i u samom Rimu i unutar granica pomerija, i bila je veća (maius) od vlasti bilo kog drugog magistrata. Stoga je August mogao zakonski intervenirati u svakoj provinciji, uključujući i one koje su na upravu povjerene senatu i na čijim je čelu stajao drugi upravitelj. Augustov položaj u državi bio je jedinstven i neusporediv s položajem bilo koga drugoga, ali je on izbjegavao isticati najneobičniju i autokratsku moć koju je imao, tj. imperium proconsulare maius, već je uvek isticao tribunsku vlast kao osnovu svog vodećeg položaja u državi.
Poslije 23. pr. Kr. nije bilo značajnijih promjena u Augustovom položaju. On nije smatrao za potrebnim da zauzima položaje koji bi mu u doba republike pružili izvanredna ovlaštenja (npr. položaje diktatora, doživotnog cenzora ili stalnog konzula), iako su mu takvi položaji nuđeni. Počasti, naravno, nije nedostajalo: 19. pr. Kr. dodijeljena su mu neka konzulska prava i prerogativi, svakako da bi se osiguralo da njegov imperium ni u kom slučaju ne bude manji od konzulskog; 12. pr. Kr., kada je umro Lepid, postao je pontifex maximus (još mnogo ranije bio je izabran u sve svećeničke kolegije); 8. pr. Kr. osmi mjesec u godini nazvan je po njemu; 2. pr. Kr. dodijeljen mu je naziv pater patriae ("otac domovine"), koji mu je posebno bio drag jer je sugerirao da je on svim Rimljanima ono što je pater familas članovima svoje obitelji. Osim toga, povremeno je preuzimao posebna zaduženja, kao što su bili nadzor nad snabdjevanjem grada žitom i vodom, održavanje javnih zgrada (uključujući hramove), regulacija Tibra, nadzor nad policijskom i vatrogasnom službom, i održavanje puteva u Italiji.
Pod Augustom se mijenja i značenje titule imperatora, koja se u republici dodjeljivala vojskovođi koji bi odnio pobjedu u nekoj važnoj bitci i koja je trajala od pobjede do proslave trijumfa. Još je Sula tu titulu zadržao doživotno, a August ju je uključio u sastav svog imena: time je naglašavana njegova posebna, osobna veza s vojskom, i titula imperatora ubrzo je počela označavati vrhovnu vojnu vlast.

## Državna uprava

### Položaj senata
August je smatrao senat, čiji je princeps postao 28. pr. Kr., tijelom s važnim funkcijama. Senat je primao manje stranih izaslanstava nego ranije, ali su inače njegov ugled i autoritet izgledali netaknuti. Njegovi članovi postavljani su na najviše položaje; njegove odluke, iako se formalno nisu nazivale zakonima, bile su obvezujuće; on je uskoro postao viši sud, na čije presude nije bila dozvoljena žalba; senat je upravljao starijim i umirenim provincijama, a formalno i državnom blagajnom; također je birao magistrate; čak je i careva vlast formalno proizlazila iz senata. Međutim, senat nije imao istinsku vlast. U senatskim je provincijama bilo veoma malo vojske, a uskoro je senat izgubio kontrolu i nad tim trupama. Stoga se on teško mogao suprotstaviti Augustovim željama. Istinsku je moć imao zapravo August, koji je nadgledao državne financije i kontrolirao članstvo u senatu: karijera svakog senatora zavisila je od cara. Ali August je cijenio senat kao tijelo koje je odslikavalo istinski rimski duh i tradicije i kao tijelo koje je predstavljalo javno mnijenje. Stoga je August bio pažljiv prema senatu, vješto je anticipirao njegove reakcije i uglavnom izbjegavao sukob s njim. Redovno ga je obavještavao o svojim aktivnostima, a carski savjet (consilium principis), koji je bio njegovo savjetodavno tijelo, kao što se nekad republikanski magistrat savjetovao sa svojim uglednim prijateljima (amici et comites), sastojao se od konzula, nekih drugih magistrata i 15 senatora, koji su se svakih šest mjeseci birali kockom.

### Uloga narodnih skupština
Narodne skupštine (komicije) sastajale su se i u vrijeme Augustove vladavine, i donosile zakone ili na prijedlog samog Augusta (ti su zakoni nazvani leges Iuliae) ili na prijedlog drugih magistrata. Na izbornim komicijama glasalo se samo za one kandidate koje je isticao August po svom pravu preporuke (ius commendationis). Skupština je, dakle, izgubila svoj politički značaj, pa su se izborne komicije ubrzo po Augustovoj smrti (14.) sasvim prestale sastajati, dok su se zakonodavne komicije ponekad sazivale i kasnije, ali nisu imale gotovo nikakvog značaja.

### Položaj magistrata
Pod Augustom su zadržane i sve magistrature. Konzulat je i dalje bio položaj kome su težile osobe iz senatorskog staleža, pa je, da bi se zadovoljilo častoljublje mnogih osoba, od 5. pr. Kr., za jednu godinu birano više konzula, a ne samo dva: dvojica su stupala na dužnost 1. siječnja i davali su godini ime (consules ordinarii), a poslije njih su stupali na upravu redom ostali parovi (consules suffecti). Cenzura je izgubila raniji značaj, pošto je sam August u tri navrata vršio cenzus građana. Broj pretora smanjen je na deset, pri čemu su njihove funkcije proširene, ali je čitava njihova aktivnost zavisila je od princepsa. Najvažnija krivična djela razmatrale su stalne sudske komisije (quaestiones perpetuae), a sam August je po imperium maius pretresao u Rimu krivična djela i donosio smrtne presude. Po nekim djelima podnošene su apelacije na cara kao najvišu sudsku instancu. Do 5. pr. Kr. uobičajena je postala praksa da posebna komisija senatora i vitezova postavlja pretore i konzule, a da centurijatske komicije automatski potvrde taj izbor. Senatori su najvažnije funkcije obavljali ne kada su držali određene tradicionalne magistrature, nego kada su zauzimali važne plaćene položaje, bilo vojne ili civilne (ili i jedne i druge), ponekad daleko od Rima. Iz redova senatora biran je i prefekt grada. Ta je dužnost, prema tradiciji, postojala u vrijeme kraljeva, ali u doba republike prefekti nisu postavljani. Glavna prefektova dužnost je čuvanje reda u Rimu. Prefekti su pod Augustom postavljani neredovno, ali su za vrijeme njegovih nasljednika stekli veliki značaj. Iz redova senatorskog staleža birani su za namjesnike carskih provincija legati s propretorskim rangom (legatus pro praetore).

### Viteški stalež
Senatori, naravno, nisu mogli popuniti sve položaje u državnoj službi, bilo zato što su bili previše ponosni, bilo zato što ih je bilo premalo. Neki su položaji smatrani niskim, pa su ih zauzimali carevi oslobođenici ili robovi. Drugi su povjereni vitezovima, i viteški se stalež uskoro razvio u jednu od velikih institucija carstva. August je smatrao da članstvo u viteškom staležu treba biti otvoreno rimskim građanima koji su sposobni i ugledni, a koji ne moraju nužno imati ugledno porijeklo. Konačno je po cijelom carstvu bilo na tisuće vitezova. Iako su oni predstavljali nižu aristokraciju, mogli su se nadati dobroj karijeri. Pošto bi služio kao niži časnik (takozvani militiae equestres), vitez je mogao služiti kao carev prokurator s različitim zaduženjima i na kraju postati jedan od moćnih prefekata (flote, vigila, vatrogasne službe, nabave žita, Egipta ili pretorijanske garde). Ovakva vrsta viteške karijere postala je uobičajena tek pod Klaudijem, ali je August taj sistem započeo i, postavljajući vitezove na odgovorne dužnosti, postavio je temelje carskog birokratskog aparata, kojim su kasnije rukovodili uglavnom vitezovi. Vitezovi su imali još jednu funkciju: senatorski se stalež smanjivao, pa je zavisio od popunjavanja iz nižih slojeva, tj. iz viteškog staleža. Budući da taj stalež nije bio ograničen na Rim ili čak na Italiju, u senatu se postepeno pojavio neitalski element. Senat se već pod Augustom popunjavao i iz zapadnih provincija.

## Italija i Rim pod Augustom
Iako se još uvek upotrebljavala, stara formula "Senat i narod rimski" (senatus populusque Romanus) promijenila je svoj smisao: njen dio "populusque Romanus" sada se zapravo odnosio na cara. "Rimski narod" postao je "italski narod", i bio je otjelotvoren u Augustu. Kako bi smanjio rizik od narodnih pobuna u samom Rimu, car je osigurao besplatno dijeljenje žita, povremene poklone u novcu (congiaria) i različite zabave, ali narodu nije dao nikakve stvarne moći. Poslije 5. pr. Kr. učešće rimskog naroda u javnom životu sastojalo se uglavnom od prisustva na formalnim skupštinskim sjednicama na kojima su se potvrđivale odluke donijete na drugim mjestima. To je na kraju dovelo do nestanka razlike između rimskih građana u Italiji i stanovnika provincija. Pod Augustom je, međutim, uporno naglašavana supremacija Italije.
Italija je zaista bila Augustova glavna briga. Ukinuti su zakoni iz doba trijumivirata, a svi su rimski građani dobili pristup Augustovom apelacionom sudu (njegov položaj kao najviše sudske instance datira iz 30. pr. Kr. i zapravo zamjenjuje republikansko pravo provokacije na narod). Njegove pretorijanske i gradske kohorte pružale su fizičku sigurnost, njegovi činovnici osiguravali su dovoljne količine žita, a on sam, uz pomoć takvih ljudi kao što je Agripa, organizirao je izgradnju monumentalnih građevina u italskim gradovima. Brojne augustovske građevine u Italiji i Rimu (koji je, po njegovim riječima, prije njega bio grad grad od cigala, a poslije njega grad od mramora), uglavnom su danas nestale, ali impresivne ruševine stoje i danas. Njihova je izgradnja bez sumnje smanjivala nezaposlenost, posebno među rimskim proleterijatom. Ali ekonomija nije mnogo utjecala na Augustove odluke (na primjer, carinske su tarife uvedene u porezne svrhe, a ne u zaštitne). Ipak, italska trgovina i zanatstvo su cvjetali u uvjetim koje je on stvorio, posebno proizvodnja keramike (tzv. terra sigillata) i vina. Javne financije i valuta, koji su prije njega bili u kaotičnom stanju, postavljeni su na zdrave osnove, djelomično uvođenjem novih poreza, a djelomično stalnim subvencioniranjem državne blagajne (aerarium Saturni) iz Augustovog ogromnog privatnog bogatstva (patrimonium Caesaris). Putevi koje je dao sagraditi također su značajno utjecali na procvat italske privrede.
Augustovo veliko dostignuće u Italiji bilo je restauracija morala i ujedinjenje zemlje. Nasilje i nekontrolirane osobne ambicije iz 1. stoljeća pr. Kr. proizveli su apatiju i korupciju. Da bi ponovo pobudio osjećanje odgovornosti, posebno u službenim i upravnim krugovima, August je reafirmirao tradicionalne italske vrline (zakonima protiv preljuba, za jačanje obiteljskih veza i za stimuliranje rađanja), te je pokušao oživjeti religiju predaka (obnovom starih i izgradnjom novih hramova i oživljavanjem starih kultova i rituala). Da bi uveo svježe ideje i energiju u apatično rimsko društvo promovirao je asimilaciju Italije: elitni slojevi italskih municipalnih gradova ušli su u senat, i Italija je postala čvrsto povezana s Rimom. Da bi održao čistoću građanstva, otežao je oslobađanje robova, a onima koji su bili nelegalno oslobođeni nije dao građanska prava.

### Uprava nad provincijama
Od 27. pr. Kr. postojale su dvije vrste provincija, senatske i carske. Senat je upravljao starim, umirenim provincijama (Afrika, Betika, Narbonska Galija, Azija, Makedonija): njihovi upravitelji birani su kockom, ostajali su na dužnosti obično godinu dana, nisu zapovjedali vojskom, i nazivali su se prokonzulima (iako su samo upravitelji Azije i Afrike stvarno bili bivši konzuli, a ostali bivši pretori). Car je upravljao ostalim provincijama (Sirija, tri galske provincije, sjeverne oblasti Hispanije i druge) i one su zajedno bile njegova provincia: on je postavljao njihove upravitelje, koji su provodili njegovu politiku i od kojih ni jedan nije imao naziv prokonzula, jer je August sam držao prokonzulsku vlast (imperium proconsulare) u svojim provincijama. U većini carskih provincija bila je raspoređena vojska. One u kojima se nalazilo više od jedne legije bile su povjerene bivšim konzulima, a one s jednom legijom ili čak manjim brojem vojnika bile su date na upravu bivšim pretorima; u oba slučaja upravitelji su se nazivali legati Augusti pro praetore (Augustovi legati s ovlaštenjima pretora). Nekim carskim provincijama upravljali su vitezovi (obično s nazivom prokuratora, ali ponekad i prefekta). Judeja je u vrijeme Kristovog raspeća bila takva viteška provincija, čiji je upravitelj bio Poncije Pilat. Sasvim izuzetan položaj imao je Egipat, koji je smatran osobnom carevom svojinom, pa je i njen prefekt bio jedinstven po tome što je bio vitez koji je imao zapovjedništvo nad legijama.
Podijeljene su i državne financije: pored stare blagajne (aerarium), kojom je raspolagao senat, polako nastaje posebna carska blagajna (fiscus), a kasnije je ta podjela bila striktno sprovedena. U erarij su pritjecali prihodi od senatskih provincija, a u fisk od carskih; senatska blagajna kovala je bakreni novac, a carska srebrni i zlatni. U stvari, i erarij je u velikoj mjeri zavisio od cara, koji ga je subvencionirao svojim ulozima.
Provincije su plaćale porez, koji je korišten za isplatu vojnika, različite donacije carevim prijateljima, izdržavanje carskog dvora i programe javnih radova. Periodični cenzusi, koji su pažljivo popisivali bogatstvo svake provincije, pružili su osnovu za dva direktna poreza: tributum soli (porez na zemlju), koji su plaćali posjednici zemljišta u provincijama, i tributum capitis, koji se plaćao na ostale vrste imovine (to nije bila glavarina, osim u Egiptu i još nekim manjim područjima). U carkim je provincijama direktni porez prikupljao carev prokurator, službenik iz viteškog staleža koji je uglavnom bio neovisan od upravitelja provincije. U senatskim su provincijama za financije bili zaduženi kvestori, ali se postepeno sve češće pojavljuju i prokuratori. Indirektne su poreze (vectigalia) još uvijek prikupljali publikani, koji su se sada mnogo strože kontrolirali i koje su postepeno zamjenjivali carski činovnici.
Da bi nagradio svoje vojnike posle vjerne službe, Cezar ih je naselio uglavnom po imanjima u provincijama, u veteranskim gradovima. To je učinio i August iz istog razloga, ali i da bi smanjio opasno vojno prisustvo u državi uopće. Stoga je, tijekom samo jedne generacije, organizirano više od 120 novih centara po cijelom carstvu, u eksploziji urbanizacije koja ni prije ni kasnije nije imala paralele. U naseljima nazvanim coloniae svi su stanovnici bili rimski građani, a gradske magistrature, i gradski život uopće, bio je najvećim dijelom organiziran prema rimskom uzoru. Neke kolonije bile su izuzete od plaćanja direktnog poreza, čime su se još više približavale svojim italskim uzorima. U municipijama su rimsko građansko pravo dobivale samo osobe koje su bile magistrati (u Africi su posle Hadrijana rimska građanska prava ponekad davana svim članovima lokalnog senata). Na taj se način cijela lokalna aristokracija postepeno uključivala među rimske građane. I u municipijama su lokalni statuti predviđali rimske oblike gradske uprave. Gradski centri čiji su stanovnici u potpunosti bili isključeni iz rimskog građanstva nazivali su se civitates i uživali su autonomiju u lokalnim poslovima, pod nadzorom upravitelja provincije. Na zapadu je mnogim takvim naseljima na kraju dodijeljen status municipija, poslije čega su u njima usvojene prvobitno italske magistrature (duoviri i aediles, koji su zajedno činili jedan kolegij nazvan quattuorviri) i senat (curia ili ordo), koji je obično imao 100 članova. Cijeli je zapad ubrzo došao pod upravu gradskih centara ove tri vrste, bez kojih centralna vlast ne bi mogla uspješno djelovati. Štoviše, ti su centri širili ekonomski i kulturni utjecaj i tako imali značajnu ulogu, posebno u zaostalim područjima. Na istoku, međutim, gradski su centri, iako podjednako važni za upravu nad određenim područjem, već odavno postojali i imali razvijenu vlastitu kulturu i oblike vlasti.
Augustova politika prema provincijama nije bila jednaka: stare i umirene provincije dobivale su povlastice; reguliran je porezni sistem, pri čemu zakupi nisu konačno ukinuti, ali su izgubili raniji značaj, jer su mnoge poreze ubirali neposredno prokuratori koje je postavljao August. Pojednostavljena je procedura za razmatranje optužbi za iznuđivanje u provincijama. U novoosvojenim provincijama, s druge strane, trajala je surova eksploatacija lokalnog stanovništva, koja je ponekada dovodila do ustanaka, kakvi su oni u Hispaniji (24―19. pr. Kr.), Panoniji (6―9. godine) i Germaniji (9. godine). Ipak, provincije su u principu u doba carstva živjele bolje nego u doba republike. Upravitelji provincija postavljali su se samo uz suglasnost cara. Pošto je on na neki način smatrao sebe patronom i zaštitnikom provincijskog stanovništva, loši ili nasilni upravitelji mogli su očekivati gubitak careve naklonosti, kraj svoje karijere, ili čak neku težu kaznu.

### Vojska
Vrhovno zapovjedništvo nad vojskom bila je jedna od osnova Augustove vlasti. Vojnici koji su se borili pod Augustom nisu svi mogli biti demobilizirani u isto vrijeme; neki su razriješeni dužnosti i dobili su zemlju, ali više od polovice ― oko 250.000 ljudi ― zadržano je u vojsci i raspoređeno po provincijama kojima je bila potrebna vojna zaštita. Flota se također morala zadržati, inače bi gusari opet zagospodarili morem. Na kraju je 60 legija, koliko ih je bilo u doba bitke kod Akcija, smanjeno na 28. Svaka je legija postala stalna formacija, s vlastitim brojem i imenom.
Rimska vojska postala je stajaća, najamnička, i to ne samo u praksi, nego i u teoriji. Njenu jezgru sačinjavale su legije rimskih građana čija je služba, kako je utvrđeno 63. pr. Kr., trajala šesnaest godina, a 52. pr. Kr.. bila je produžena na dvadeset. Ustvari, ni po isteku ovih dvadeset godina nije svaki vojnik dobivao "časno razriješenje od dužnosti" (honesta missio): teškoće oko regrutiranja novih vojnika, želja da se zadrže iskusni i disciplinirani vojnici, kao i potreba da se veteranima isplati otpremnina u novcu i zemlji ― sve to navelo je Augusta i njegove nasljednike da pod oružjem zadrže i one vojnike kojima je istekao rok službe. Sačuvan je princip da legije budu sastavljene od rimskih građana. Pod Augustom su legionari bili uglavnom iz Italije ili rimski građani iz provincija, ali ponekad bi to pravilo bilo zanemareno, naročito na Istoku. Provincijalac bi postajao rimski građanin u trenutku kada je primljen u legiju. August je zadržao pravo na regrutaciju i svaki građanin je, teoretski, još uvijek bio dužan služiti u legijama, ali i on i njegovi neposredni nasljednici pribjegavali su regrutaciji građana samo u vrijeme kriza.
Legije stajaće vojske nisu bile stacionirane u Italiji, nego tamo gdje se ratovalo ili gdje se očekivalo da bi mogao izbiti rat, dakle u provincijama kao što su Galija i Hispanija, u Podunavlju, Siriji, Egiptu i Africi, na čijim su se granicama nalazili jaki i ratoborni narodi. Vojnici su stalno živjeli kao u ratno vreme, u utvrđenim ali privremenim logorima; tako je bar bilo u teoriji, dok su u praksi mnogi takvi logori bili pretvoreni u stalna prebivališta.
Zapovjedanje u vojsci bilo je uglavnom isto kao prije. Centurioni su i dalje predstavljali tradiciju i disciplinu, ali oni iz političkih razloga nisu bili stalno vezani uz jednu legiju nego su često morali prelaziti iz jedne legije u drugu. Centurioni koji bi se osobito istakli mogli su računati na uključenje u viteški stalež i na daljnje napredovanje u karijeri. Vojni tribuni pripadali su višem zapovjednom osoblju i birani su iz redova pripadnika senatorskog staleža. Cijela legija bila je ili potčinjena legatu sa zvanjem pretora (legatus pro praetore) koji je upravljao provincijom, ili je za zapovjednika imala posebnog legata (legatus Augusti legionis). Legati su rijetko na tim položajima ostajali duže od jedne godine.
August je, pored legija stacioniranih izvan Italije, oformio veći odred vojski čiji je poseban cilj bio da čuva samu osobu cara. Svakog zapovjednika, časnika u aktivnoj službi, uvijek je pratio takav odred koji se zvao cohors praetoria. Kako je sada vrhovni zapovjednik stalno živio u Rimu, tu je bila i njegova garda. On je isprva imao devet, a kasnije deset pretorijanskih kohorti od po tisuću vojnika, čija je služba trajala 16 godina. Pretorijanskim kohortama zapovjedao je praefectus praetorio (prefekt pretorijanaca). U Rimu su postojale i tri gradske kohorte (cohortes urbanae), zadužene za neku vrstu policijske službe, a bilo je i sedam kohorti vatrogasaca (cohortes vigilum). Objema ovim vrstama kohorti zapovjedali su njihovi posebni prefekti. I najzad, carsku palaču čuvali su naoružani barbari, uglavnom Germani, koji se nisu ubrajali u vojsku, nego su se smatrali članovima carskog domaćinstva.
Pored osnovnih trupa postojale su i pomoćne u koje su bili uključeni isključivo provincijalci. Te pomoćne trupe (auxilia) sastojale su se od konjičkih i pješačkih pukova (alae et cohortes), od po tisuću ili petsto ljudi kojima su zapovijedali rimski časnici iz viteškog staleža. Nakon što bi proveli 25 godina u tim trupama, njihovi su vojnici postajali rimski građani.
Rimska država sada je imala i stalnu mornaricu. Jedan njen dio bio je usidren u Misenumu, u južnoj Italiji, a drugi kod Ravene na Jadranskom moru. Posada se u početku sastojala od robova, a kasnije su to bili građani iz najnižih slojeva, oslobođenici ili provincijalci, dok su časnici bili iz viteškog staleža. Flota nije bila velika: vjerojatno da broj veslača, mornara i vojnika nije prelazio deset tisuća. Brodovi su bili mali i laki i služili su uglavnom za progon i hvatanje gusara. Služba u floti trajala je 28 godina.
Vojska, i sve u svezi s njom, bila je potpuno izuzeta iz nadležnosti senata, skupštine i magistrata: njima se bavio isključivo car. On je postavljao legate koji su upravljali vojskom u carskim provincijama, postavljao je zapovjednike legija i pomoćnih kohorti, kao i tribune i prefekte koji su bili zapovjednici konjice. Svi ti zapovjednici pripadali su viteškom ili senatorskom staležu. August je jedini imao pravo raspoređivati trupe po provincijama, određivati im zadatke, vojne i civilne, među koje je spadalo izgradnja mostova i puteva. Od cara su vojnici primali i plaću; legionarska plaća bila je upola manja od one koju je dobivala pretorijanska garda, ali je bila veća od primanja vojnika iz pomoćnih trupa. Najzad, samo je car veteranima određivao otpremninu i isplaćivao je. U tu je svrhu stvorena posebna vojna blagajna (aerarium militare), u koju je August unosio znatan dio svog osobnog novca, a tu se slijevao i dio državnih prihoda.

## Principat poslije Augusta
Tijekom 175 godina poslije Augustove smrti nije bilo fundamentalnih promjena u principatu, iako je u tako dugom periodu prirodno bilo određenih modifikacija. Do vremena Flavijevaca i Antonina principat je bio univerzalno prihvaćen. Za Rim i Italiju 69.  godina (poznata i kao "Godina četiri cara") predstavljala je zloslutno upozorenje da se može očekivati kaos ako, u odsustvu cara, ambicije nekolicine moćnih pojedinaca dostignu neograničene razmjere. Car je očigledno bio neophodan, a ljudi su čak bili spremni da toleriraju i lošeg cara, iako su se, naravno, uvijek nadali dobrom vladaru.
Pored toga, princeps se više nije morao birati iz reda Julijevaca-Klaudijevaca. Veliko dostignuće Flavijevaca bilo je što su pomirili vojnike i više klase s idejom da postoje i drugi pogodni kandidati. Flavijevci su često držali konzulat i cenzuru, što je njihovuobitelj, koja nije bila najuglednijeg porijekla, ukrasilo vanjskim znacima prestiža i aristokratskim izgledom jedne autentično carske porodice. Tom je cilju doprinijela deifikacija prva dva Flavijevca (Vespazijan i Tit), kao i nestanak starih republikanskih obitelji, čiji bi ugled nadilazio ugled carske porodice (do 69. godine većina potomaka republikanskog nobiliteta je ili umrla prirodnom smrću ili je pala kao žrtva carskih progona). Poslije Flavijevaca, za izbor cara više nije bilo važno kakvog je porijekla i da li je ono italsko ili ne. Domicijanovi nasljedinci, pa i sam Domicijan posljednjih godina vladavine, nisu morali više uvećavati svoj ugled čestim držanjem konzulata. Antoninski su carevi, kao i Julijevci-Klaudijevci, rijetko držali konzulat. Ali su zato nastavili praksu Flavijevaca da naglašavaju plemenitost svoje obitelji deificiranjem njenih preminulih članova (Trajan je deificirao sestru, nećaku i oca; Antonin Pio ženu, itd.).

### Apsolutističke tendencije
Pod Flavijevcima i Antoninima principat počinje sve više nalikovati pravoj monarhiji. U carskoj se tituli sada spominje prokonzulska vlast (što je August izbjegavao), a službeni dokumenti počinju nazivati cara dominus noster (naš gospodar). Razvoj carskog zakonodavstva jasno ilustrira ovu promjenu: od početka principata car je imao pravo da donosi zakone, iako nije poznat nikakav zakon koji bi formalno davao caru to pravo, a u doba Antonina pravni udžbenici već jednoglasno tvrde da su sva naređenja cara obvezujuća. Raniji su carevi svoje zakone obično izdavali kroz formu senatskih odluka. Negdje poslije 100. godine zakonodavna se skupština više nije sastajala, a senat se više nije ni trudio da uvije svoje dekrete u pravni jezik, nego je doslovce ponavljao govor u kojem je car izložio neku svoju odluku. Posle Hadrijana magistrati više nisu mogli svojim pravnim interpretacijama mijenjati postojeće pravo, pošto je "Vječiti edikt" postao stalni kodeks, koji je samo car mogao mijenjati. A do 200. godine učeni su pravnici izgubili pravo, koje su uživali od Augustovog vremena, da donose obvezujuće presude o spornim pitanjima (responsa prudentium). U međuvremenu, car je sve više koristio zakonodavna ovlaštenja tako što je izdavao edikte, presude, naredbe ― što se sve zajedno naziva "carskim konstitucijama" (constitutiones principum). Car je takve konstitucije obično donosio nakon što bi se posavjetovao sa svojim "prijateljima" (amici Caesaris), koji su činili njegov carski savjet. Ali konstitucija je u svakom slučaju bila obvezujuća za sve. Put za kasniji dominat (od 284. godine) - bio je otvoren.

### Politički život
Autokratski aspekt flavijevskog i antoninskog režima ne treba ipak precijeniti: i samom je Augustu bio sasvim jasno da je nemoguće zauvijek sakriti supremaciju cara koja je proizlazila iz stalne akumulacije moći. Najzad, Augustovo se ponašanje posljednjih godina vladavine malo razlikovalo od ponašanja Vespazijana ili tzv. petorice dobrih careva. Također, ni drugi Julijevci-Klaudijevci nisu oklijevali isticati svoju dominaciju. I pored sveg autokratskog ponašanja Flavijevaca i Antonina, značajno je da je njihova vladavina imala dominantno civilni karakter. Oni su držali najvišu vlast, a neki od njih bili su i vrlo sposobni vojnici, pa ipak oni nisu bili vojni despoti. Za ovo je u značajnoj mjeri bila zaslužna stara republikanska tradicija, po kojoj je državnik mogao imati i civilna i vojna ovlaštenja. Takvo se stanje, međutim, počinje mijenjati od trenutka kada je Hadrijan razdvojio te dvije sfere. Zapravo, 3. stoljeće je uskoro pokazalo što znači imati princepsa čije se cijelo iskustvo svodi na vojne logore.
Kako je jačala careva vlast, republikanske su institucije slabile: rasla je moć carevih službenika, a moć tradicionalnih gradskih magistrata je opadala. Kvestura, pretura i konzulat (koji je sada sveden na dvomjesečnu službu) postali su samo stepenice ka značajnim carskim dužnostima. Namjesnici carskih provincija i zapovjednici legija bili su rimski senatori, ali su istovremeno bili carski namještenici. Naravno, car je gospodario senatom, ali se trudio da u ophođenju s ovim tijelom bude strpljiv i obazriv. Ipak, car nije morao savjetovati se često sa senatom, jer je možda više volio da se oslanja na svoj carski savjet, čiji su stalan element tijekom 2. stoljeća postali i vitezovi. Međutim, Flavijevci i Antonini su se, u svakom slučaju do Komoda, prema senatu ophodili s dužnim poštovanjem. Priznavali su njegovu važnost kao više sudske instance, kao tijela koje je formalno postavljalo novog cara i kao mjesto na kome su se mogli dobiti razumni savjeti i informacije. Sve više senatora potjecalo je iz provincija i, iako je to značilo prije svega iz zapadnih provincija (istok nije bio razmjerno zastupljen), senat je donekle odslikavao carstvo kao cjelinu. U međuvremenu, veliku važnost kao carski službenici zadobivali su vitezovi, koji su postavljani na novostvorene položaje i koji su na već postojećim dužnostima postepeno zamjenjivali oslobođenike.

### Rim i Italija
Do 2. stoljeća grad Rim je privlačio ljude slobodne od rođenja iz cijelog carstva; u njemu je, osim toga, živio veliki broj oslobođenika. Sve ove pridošlice bile su asimilirane i pokvarile su italski karakter grada. Velika većina njih bila je siromašna, a malobrojni carski oslobođenici predstavljali su samo izuzetak. Ali mnogi su bili energični, preduzimljivi i sposobni da se snađu u svijetu i u životu uopće. Oslobođenici su bili pod društvenom stigmom, iako su neki od njih uspjeli postati vitezovi. Međutim, njihovi su sinovi mogli nadići diskriminaciju, a njihovi su unuci mogli čak postati i članovi senata.
Veliki građevinski programi Flavijevaca i Antonina pružili su priliku ne samo da se popravi šteta prouzrokovana požarima i rušenjem zgrada, već i da se smanji nezaposlenost u gradu. Oni su također carski Rim pretvorili u grandiozan grad. Augustov je građevinski program bio obiman, ali se uglavnom koncentrirao na popravak ili ponovnu izgradnju već postojećih struktura, a njegovi julijevsko-klaudijevski nasljednici izgradili su relativno malo toga dok veliki požar nije omogućio Neronove megalomanske građevine. Upravo je pod Flavijevcima i Antoninima Rim stekao mnoge od svojih slavnih struktura: Kolosej, Trajanov forum, Panteon, Hadrijanov mauzolej, Hram Antonina i Faustine, Aurelijev stup, kao i akvadukte koji su preko Kampanije snabdjevali grad vodom.
Italija je bila mnogo manje kozmoplitska i manje sofisticirana nego Rim i, prema literarnim izvorima, dosta surovija za život. Ona je bila gospodarica carstva, iako se jaz između nje i provincija sve više smanjivao. Posebno su Hadrijanove mjere doprinele tome da se umanji privilegiran položaj Italije: njegova odluka da suđenja po građanskim parnicama u Italiji povjeri četvorici konzulara bila je nepopularna upravo zato što je Italiju činila sličnom provinciji, iako su Italiji ti suci bile neophodni. Također, za vrijeme Aurelijeve vladavine Italija je, kao i provincije, postala metom barbarskih napada. Nekoliko godina kasnije, pod Septimijem Severom, u Italiji je prvi put stacionirana i jedna legija.
Ekonomska važnost Italije je također opadala. Do kraja Augustove vladavine italska vina, ulje, mramor i keramika na galskom i germanskom tržištu sve su teže izdržavali konkurenciju lokalnih zapadnih proizvoda, a do vremena Flavijevaca Italija je već u velikim količinama uvozila proizvode ne samo iz Galije, nego i iz Hispanije. Do polovice 2. stoljeća hispanski, galski i afrički poljoprivredni proizvodi postali su prisutniji od italskih u Ostiji i Rimu. Carevi su činili što su mogli protiv takvih tendencija: Domicijan je, na primjer, zaštitio italsku proizvodnju vina tako što je ograničio uzgajanje vinove loze u provincijama; Trajan i njegovi naslejdnici primorali su senatore da ulažu jedan dio svog kapitala u italsku zemlju, iako mnogima od njih to više nije bio zavičaj.

### Razvoj u provincijama
Za uspjeh carstva nije uvijek toliko zaslužno ono što su njegovi vladari činili ili mogli činiti nego ono što nisu činili: oni se nisu previše miješali. Carstvo je bilo veliki konglomerat naroda i rasa s različitim religijama, običajima i jezicima, a carevi su se zadovoljavali da im dopuste da žive vlastitim životima. Naravno, ambiciozni ljudi koji su se nadali uspješnoj karijeri smatrali su korisnim, ako ne i neophodnim, da usvoje ponašanje Rimljana, a možda čak i njihov jezik (iako su i govornici grčkog jezika često zauzimali visoke položaje). Ali je lokalna samouprava uglavnom svuda bila ustaljeno pravilo, pa ni latinski ni rimski običaji nisu nametani zajednicama koje su činile carstvo. To ilustrira službena religijska politika ― u skladu s apsolutističkim tendencijama, kult cara je postepeno, ali nezadrživo postajao više teokratski (Domicijan je imao titulu boga, a Komod ju je zahtijevao), međutim to nije uzrokovalo potiskivanje nerimskih kultova. Izuzeci su bili kultovi koji su se smatrali nemoralnim (kao druidizam, zbog ljudskih žrtava), kao i oni za koje se smatralo da mogu dovesti do javnih nereda (kao kršćanstvo, zbog beskompromisnog odbacivanja svih bogova osim vlstitog).
Broj državnih službenika u provincijama rastao je veoma sporo, pa je odgovornost bogatih lokalnih moćnika u provincijskim gradovima bila velika. Na primer, u dijelovima u južne Hispanije i u južnoj crnomorskoj oblasti, gde se teritorij zavisan od gradova protezao nekoliko milja unaokolo, članovi gradskih senata nisu bili zaduženi samo za prikupljanje poreza, već i za izgradnju puteva i organiziranje policijske službe. I u svojim gradovima oni su morali prikupljati poreze; kao grupa, morali su nadzirati prihode s municipalnog zemljišta, prihode od iznajmljivanja zgrada kao i od poklona darežljivih građana; morali su odobravati planove za financiranje gradnje nekog objekta u gradu ili za organiziranje godišnjih festivala, sajmova itd. Magistrati i članovi gradskih senata obično su morali izdašno platiti da bi bili izabrani, a i poslije su plaćali nove darežljive kontribucije, koliko je već bilo potrebno i koliko su to sebi mogli priuštiti, kako bi uveličali svoju zajednicu. Kandidata je bilo dovoljno, uglavnom iz sljedeća tri razloga: pohvala od strane zajednice, koja je javno iskazivana; uvećanje osobnog utjecaja (a samim tim i moći); i konačno, nada u daljnje napredovanje u karijeri, ako ih primijeti upravitelj provincije ili čak sam car. Novi su senatori potjecali upravo iz ove provincijske elite.
Gradovi su se, preko svojih elita, međusobno takmičili. I u pojedinim su gradovima postojala nadmetanja elitnih obitelji. Kao posljedica toga, rasli su standardi municipalnih "dobročinstava", što je ohrabrivalo stanovništvo koje je, okupljeno u svečanim prilikama u amfiteatru, zahtijevalo od svojih vođa sve više izdataka. Carevi, koji su shvatili da dobrobit gradova zavisi od takvih "dobročinstava", sve su više intervenirali kako bi osigurali da bogataši u jednoj zajednici redovno snabdjevaju svoje sugrađane poklonima. Povremeno su, na primjer, donošeni zakoni koji su činili obvezujućima predizborna obećanja ili nekadašnje dobrovoljne kontribucije vezane za javnu službu. Kao posljedica takve politike, u 2. stoljeću prvi put se sreću lokalni aristokrati koji ne žele obavljati javne službe u svom gradu. Niz carskih naredbi da su takve osobe dužne obavljati javne funkcije protezat će se do daleko u budućnost i sadržavat će sve strožije odredbe.
Glas nižih slojeva stanovništva u postojećim izvorima rijetko se čuje, osim u aklamaciji. Dok god su bogati dobrovoljno pokrivali najveći dio lokalnih troškova, siromašni nisu osjećali pravo da zahtijevaju učešće u gradskoj upravi. Siromašni su po običaju svakodnevne probleme rješavali apelacijom na nekog utjecajnog čovjeka u svojoj zajednici.
Prema tome, suvremenici su društvo opisivali jednostavno u terminima dva "staleža", višeg i nižeg, bogatog i siromašnog, moćnog i zavisnog. Viši su se slojevi sastojali od oko 600 rimskih senatora, 25.000 vitezova i 100.000 gradskih senatora i činili su, dakle, 2 posto  (2 %)ukupnog stanovništva. Ovaj je sloj, čiji su pripadnici od polovice 2. stoljeća nazvani "uglednima" (honestiores), bio dalje podijeljen na razne stupnjeve dostojanstva. Čitav je, pak, stalež imao pravo na posebno pažljiv tretman na sudu. Ostali su stanovnici nazivani "poniznima" (humiliores) i mogli su biti mučeni kad je trebalo da svjedoče na sudu; kažnjavani su batinama, a ne novčanim kaznama; za ozbiljnije su zločine bili pogubljivani (na veoma okrutne načine), a ne slani u progonstvo. Ovu surovu sliku raspodjele bogatstva u gradovima donekle ublažava određeni stupanj društvene pokretljivosti. Nijedna društvena grupa ne nudi toliko priča o uspjehu kao grupa oslobođenika. Na samom dnu društvene ljestvice nalazili su se mnogobrojni robovi, koji su činili možda jednu desetinu stanovništva, barem u većim gradovima van Italije, i mnogo veći postotak u Italiji, a u samom Rimu cijelu četvrtinu stanovništva!

### Vojska
Vojska koja je uspostavila "rimski mir" (pax Romana) veoma se malo uvećala u odnosu na veličinu koju joj je odredio August, usprkos proširenju granica carstva pod Klaudijem, Flavijevcima i Trajanom. Pod Trajanom je za kratko vrijeme dostigla broj od 31 legije, ali je obično imala 28 legija pod Flavijevcima i Antoninima, sve dok se zbog krize na granicama carstva pod Aurelijem nije povećala na 30 legija. Bez povećanja vojničke plaće, koje bi privuklo više regruta, stvaranje neke veće vojske nije bilo moguće. To možda objašnjava i zašto su Hadrijan i, kasnije, Komod odustali od daljih osvajanja.
Vojska nije služila za održavanje neke vojne diktature, nego za obranu granica. Međutim, zbog stalne smjene točaka na koje su neprijatelji udarali legije su raspoređene drugačije nego u doba Julijevaca-Klaudijevaca. Pod Antoninom Pijem, podunavske su provincije (Panonija, Mezija, Dakija) imale deset legija, dok ih je na istoku (Mala Azija, Sirija, Palestina, Egipat) bilo devet, pri čemu su obje ove oblasti imale i svoje flotile; od ostalih devet legija, tri su se nalazile u Britaniji, a 4 u rajnskoj oblasti. Tacit u "Analima" kaže da je na smjeni dvije ere broj vojnika u pomoćnim trupama bio otprilike jednak broju legionara, ali broj pomoćnih trupa uskoro se povećao: dok je u svakoj legiji u punoj snazi bilo nešto više od 5.000 vojnika, pa ih je stoga polovicom 2. stoljeća bilo ukupno oko 150.000, dotle je u pomoćnim trupama bilo oko 245.000 vojnika, naravno ako su trupe bile u punoj snazi. Vojska je ukupno imala između 375.000 i 450.000 vojnika.
Dva razloga, vojni i financijski, objašnjavaju sve veću upotrebu pomoćnih trupa. Raspoređeni u jedinice od najviše 500 vojnika, te su trupe bile pokretljivije i bile su ohrabrivane da njeguju svoje tradicionalne lokalne vojne vještine. Pored toga, ti su se vojnici mogli regrutirati za manju plaću nego legionari. Što se tiče regrutiranja legionara, čak se i ta veća plaća pokazala sve manje privlačnom. Dok su se legije u ranom carstvu mogle popuniti uglavnom ljudima rođenim u Italiji i u južnoj Galiji, do druge polovice 2. stoljeća većina ljudi se morala regrutirati u provincijama, a poslije Trajana to su uglavnom bili stanovnici pograničnih provincija. Mladići iz unutrašnjih dijelova carstva, odrastajući u sukcesivnim periodima stalnog mira, nisu više na vojnu službu gledali kao na prirodni dio svog života, a privredna zanimanja postala su privlačnija u odnosu na nagrade koje je moglo donijeti neko vojno mjesto na granicama carstva. Tako su mir i prosperitet doprineli da vojska postane sve manje rimska, sve manje centralistička, i sve više barbarska, što će se u konačnici, u drugoj polovici 5. stoljeća, pokazati pogubnim po carstvo.

## Poveznice
- Stari Rim
- Rimsko Carstvo